# Franjo Švelec
Franjo Švelec, hrvaški literarni zgodovinar, književnik in akademik, * 1916, Koškovec, † 2001.
Švelec je bil predavatelj na Filozofski fakulteti v Zagrebu in v Zadru; bil je član Jugoslovanske in Hrvaške akademije znanosti in umetnosti.